# Жёлтый социализм
Жёлтый социализм — первоначально предполагаемая экономическая система, разработанная Пьером Бетри в 1904 году. Она резко контрастировала с «красным социализмом», ассоциировавшимся с марксизмом, и на протяжении начала XX века боролась с ним за поддержку среди рабочих. В период Первой мировой войны движение обратилось к фашизму.
Эта философия двигала рабочих на борьбу за то, чтобы быть частью капиталистической системы с помощью образования профсоюзов, равных по значению с объединениями компаний (подобно корпоративизму). Путём переговоров рабочие получали больше возможностей в распределении доходов компании. Управление государством отводилось сильному автократическому режиму.
Марксисты же использовали этот термин для обозначения всех сил, классифицировавших себя как марксисты, но на самом деле выступавших на стороне правящего класса. В такое использование термина попадали и идеи, позже развившиеся в социал-демократизм и демократический социализм, очень далекие от концепции Пьера Бетри.

## История
Термин «жёлтый социализм» был предложен Пьером Бетри (покинувшим марксистскую Рабочую партию в 1900 году и впредь отстаивавшим сотрудничество с капиталистами) в 1902 году, когда он основал Национальную федерацию жёлтых Франции. Вскоре сформировались «жёлтые» группы в Германии и Швейцарии. Движение противостояло марксизму.
В США жёлтый социализм соединился с бизнес-тред-юнионизмом Самуэля Гомперса (жёлтый тред-юнионизм, жёлтые профсоюзы). Его основная идея состояла в том, что наилучшим вариантом для рабочих было создание своей картели в рамках капиталистического режима.
Желтые социалисты и желтые тред-юнионисты подверглись резкой критике со стороны марксизма за их национализм, шовинизм и расизм.
В течение Первой мировой войны марксисты относили социал-демократические партии к жёлтым социалистам, так как они поддерживали свои страны вместо пацифистского взгляда на войну. Тем не менее, такие партии не имели отношения к идеям Пьера Бетри.
Ленин относил сформированный в Циммервальде Бернский интернационал к жёлтому социализму из-за его отказа от революционного социализма.
После Первой мировой войны термин «жёлтый социализм» перестал использоваться.